# Sonic Boom: Lyrics Aufstieg
Sonic Boom: Lyrics Aufstieg, international auch als Sonic Boom: Rise of Lyric sowie in Japan als Sonic Toon: Ancient Treasure (jap.: ソニックトゥーン 太古の秘宝, Hepburn: Sonikku Tūn: Taiko no Hihō) bekannt, ist ein 3D-Jump-’n’-Run-Videospiel, das vom Big Red Button entwickelt und von Sega erstmals am 11. November 2014 für Wii U veröffentlicht wurde.
Für das Jahr 2014 wurde mit Sonic Boom ein neues, alternatives Sonic-Universum angekündigt, welches neue Videospiele, eine animierte TV-Serie, Merchandise und mehr umfassen sollte. Sonic Boom: Lyrics Aufstieg erlangte durch neue Negativ-Rekordwertungen Bekanntheit und wird aus diesem Grunde oftmals mit Sonic the Hedgehog (2006) verglichen. Auch wenn aufgrund der teils drastisch veränderten Charaktere bereits bei der Ankündigung des Spiels Kritik von Fans geäußert wurde, so fiel das finale Produkt vor allem wegen Bugs, Glitches, Framedrops, leeren unvervollständigten Leveln und Welten sowie einer wirren und konfusen Handlung voller Logiklücken und Out-of-Character-Momenten der Spielfiguren negativ auf. Viral ging dabei vor allem der Knuckles Jump Glitch, mit dem Spieler unbegrenzt springen und somit komplette Welten überspringen konnten.
Im Januar 2015 veröffentlichte das Entwicklerstudio Big Red Button einen 1,1 GB großen Patch für das Spiel, welcher den Knuckles Jump Glitch und andere Spielfehler behob, wegweisende Pfeile der nächsten Ziele hinzufügte, die Spielperformence verbesserte sowie Licht- und Schatteneffekte korrigierte.
Die anderen beiden der insgesamt drei Spiele der Sonic-Boom-Serie sind Sonic Boom: Der zerbrochene Kristall (2014) und Sonic Boom: Feuer & Eis (2016) für den Nintendo 3DS.

## Handlung
Sonic, Tails, Knuckles und Amy verfolgen Dr. Eggman, der sich Verstärkung von Metal Sonic ruft, woraufhin die vier Freunde vor Metal Sonic in den Dschungel flüchten und zufällig auf antike Ruinen mit Wandschnitzereien von Sonic und Tails treffen. Das antike Tor kann Sonics Hand scannen, sodass sich dieses daraufhin öffnet, die vier Freunde ins Innere gelangen und sich vor Metal Sonic wieder schließt. Im Inneren der Ruinen erwacht in diesem Moment eine Schlange in mechanischer Rüstung wieder zum Leben und nimmt Sonic, Tails, Knuckles und Amy gefangen. Als sich diese Schlange entfernt, befreien sie sich von ihren Fesseln und entkommen aus den Ruinen. Sie suchen einen Freund namens Cliff auf, der berichtet, dass es sich bei der Schlange um Lyric handelt, der vor 1.000 Jahren versiegelt wurde, da dieser alles Leben auf der Welt zerstören und in Maschinen verwandeln wollte. Da Cliff davon ausgeht, dass Lyric nun uralte Energiekristalle seiner Vorfahren sucht, sollen Sonic und die anderen diese Kristalle vor Lyric finden.
Die Helden treffen auf einen Roboter namens MAIA, der erzählt, dass es vor 1.000 Jahren eine Karte mit den Standorten aller Kristalle gab und Sonic deswegen 1.000 Jahre in die Vergangenheit reisen müsse, was aufgrund der vorhandenen Zeitmaschine möglich ist. Doch plötzlich erscheint Shadow und möchte gegen Sonic kämpfen. Bei diesem Kampf reisen die beiden wild durch die Zeit und finden sich dabei in der Eiszeit sowie in der Prähistorie wieder, bis Shadow ein Portal in eine andere Zeit nutzt, aber Sonic und Tails in die vorgesehene Zeit 1.000 Jahren vor ihrer Gegenwart gelangen. In dieser Vergangenheit ist alles voller Maschinen und hohen technologischen Fortschritt. Sonic und Tails treffen dabei denselben GAIA-Roboter in 1.000 Jahre jüngerer Form, der sie bittet, Lyric in dieser Zeit aufzuhalten. Tatsächlich ist es Sonic, der Lyric in der Vergangenheit versiegelt, bis er 1.000 Jahre später wieder erwacht. Mit der Karte reisen Sonic und Tails wieder in ihre Zeit, wo sie nun zusammen mit Knuckles und Amy die Kristalle suchen. Währenddessen hat sich Dr. Eggman Lyric als Untergebener untergeordnet und will für Lyric die Karte von Sonic stehlen, was ihm aber misslingt. Nach einigen Rückschlägen von Lyric und Dr. Eggman wendet sich Metal Sonic von Dr. Eggman ab und hört fortan auf Lyrics Kommando, doch auch er unterliegt im Kampf gegen Sonics Team und bleibt beschädigt zurück. Später greift Dr. Eggman erst Lyric, dann Sonic an, unterliegt aber immer.
Sonic, Tails, Knuckles und Amy sammeln nacheinander alle Kristalle ein und werden am Ende von Lyric umzingelt. Er bittet um die Übergabe der Kristalle, da es sonst zum Kampf kommt. Obwohl Sonic den Kampf nicht scheut, händigen Knuckles und Amy alle Kristalle an Lyric aus, der Sonic dennoch attackiert. Im Anschluss folgen die vier Lyric trotzdem, um dann doch gegen ihn zu kämpfen und können schließlich mit einmaliger Unterstützung von Dr. Eggman gewinnen. Shadow erscheint, lobt Sonic und verschwindet wieder. Zurück im Dorf feiern die vier Helden mit Sticks the Badger und den Dorfbewohnern den Sieg über Lyric mit einem Feuerwerk von Cliff, während Dr. Eggman die verlorene Roboterkontrollsteuerung von Lyric findet und an seinem Arm befestigt. Daraufhin kommt der beschädigte Metal Sonic wieder zu sich.

## Gameplay
In Sonic Boom: Lyrics Aufstieg übernimmt der Spieler die Kontrolle über den blauen Igel Sonic und seine Freunde in einem dreidimensionalen Jump-’n’-Run-Abenteuer. Dabei kann man auf Knopfdruck zwischen den Charakteren Sonic, den zweischwänzigen Fuchs Tails, den muskulösen Echidna Knuckles und der Igeldame Amy Rose wechseln, die alle über individuelle Fähigkeiten verfügen, die für den Spielfortschritt zwingend entsprechend genutzt werden müssen. Dabei kann ein zweiter Spieler einen zweiten Spielcharakter übernehmen, was den Multiplayer-Aspekt des Spiels darstellt. Sonic kann seinen Spin Dash und die Homing Attack nutzen, Tails für kurze Zeit fliegen, Knuckles für begrenzte Zeit im Untergrund graben sowie an vorgesehenen Stellen an Wänden kletten und Amy mit ihrem Hammer kämpfen und sich damit an Stangen entlanghangeln. Je nach Level oder Abschnitt bzw. Situation im Spiel ist die Auswahl zwischen den Figuren möglicherweise auch eingegrenzt, weil die Figuren in der Handlung gerade getrennt unterwegs sind. Alle Charaktere verfügen auch über den neuen "Enerbeam", mit dem sie sich an vorgesehenen Stellen fortbewegen und bestimmten Gegner den Schutzschild entreißen oder sie herumschleudern können. Bei Berührung können die goldenen Ringe eingesammelt werden; Nimmt die Spielfigur Schaden, verliert sie die Ringe. Nimmt die Spielfigur Schaden, ohne Ringe zu besitzen, fällt in einen tödlichen Abgrund, wird zerquetscht oder ertrinkt, muss vom Beginn des Levels oder vom letzten Checkpoint in Form von antiken Monumenten erneut begonnen werden. Es gibt kein serientypisches Extralebensystem oder Itemboxen.
Das Spiel besteht aus den drei Oberwelten Cliff's Excavation Site, Bygone Island und Crater Lake, den neun Action Stages Lyric's Tomb, Abandoned Research Facility, Lyric's Weapon Facility, The Pit, Slowpoke Isle, Ocean Purification Plant, Creeper Gorge, Sky Citadel und Lyric's Lair sowie den zwei Subleveln River Rush und Undersea Bolt, die je nach Spiel- und Handlungsverlauf erreicht und bereist werden. Dabei legen die Level unterschiedliche Schwerpunkte auf freies Erkunden, schnelle Geschwindigkeitspassagen, Rätselabschnitte, Kampfpassagen gegen Gegnermassen und Bosskämpfe gegen Crab Excavator, Driller Worm, Shadow the Hedgehog, Tunnel-Bot, Metal Sonic, Eggman Mech und Lyric.

## Synchronisation
Die Synchronsprecher der Sonic-Boom-Spiele entsprechen größtenteils denen aus den Vorgängerspielen und der Sonic-Boom-TV-Serie. Eine Ausnahme bildet die deutsche Stimme von Dr. Eggman, als Hartmut Neugebauer die Rolle in den Spielen annahm, aber für die TV-Serie ablehnte. In der Serie übernahm erstmals Johannes Oliver Hamm die Rolle des Dr. Eggman und behielt sie nach dem Tod Neugebauers im Jahre 2017 auch für die Spiele ab Team Sonic Racing (2019) bei.
| Synchronsprecher in Sonic Boom: Lyrics Aufstieg | Synchronsprecher in Sonic Boom: Lyrics Aufstieg | Synchronsprecher in Sonic Boom: Lyrics Aufstieg | Synchronsprecher in Sonic Boom: Lyrics Aufstieg | Synchronsprecher in Sonic Boom: Lyrics Aufstieg | Synchronsprecher in Sonic Boom: Lyrics Aufstieg | Synchronsprecher in Sonic Boom: Lyrics Aufstieg |
| Figur im Spiel                                  | Deutscher Synchronsprecher                      | Englischer Synchronsprecher                     | Japanischer Synchronsprecher                    | Französischer Synchronsprecher                  | Spanischer Synchronsprecher                     | Italienischer Synchronsprecher                  |
| ----------------------------------------------- | ----------------------------------------------- | ----------------------------------------------- | ----------------------------------------------- | ----------------------------------------------- | ----------------------------------------------- | ----------------------------------------------- |
| Sonic the Hedgehog                              | Marc Stachel                                    | Roger Craig Smith                               | Jun'ichi Kanemaru                               | Alexandre Gillet                                | Jonatán López                                   | Renato Novara                                   |
| Miles Tails Prower                              | Anke Kortemeier                                 | Colleen O’Shaughnessey                          | Ryō Hirohashi                                   | Marie-Eugénie Maréchal                          | Graciela Molina                                 | Benedetta Ponticelli                            |
| Knuckles the Echidna                            | Claus-Peter Damitz                              | Travis Willingham                               | Nobutoshi Canna                                 | Sébastien Desjours                              | Sergio Mesa                                     | Maurizio Merluzzo                               |
| Amy Rose                                        | Shandra Schadt                                  | Cindy Robinson                                  | Taeko Kawata                                    | Naïké Fauveau                                   | Meritxell Ribera                                | Serena Clerici                                  |
| Dr. Eggman                                      | Hartmut Neugebauer                              | Mike Pollock                                    | Chikao Ōtsuka                                   | Marc Bretonnière                                | Francesc Belda                                  | Aldo Stella                                     |
| Lyric                                           | Thomas Schmuckert                               | Patrick Seitz                                   | Jūrōta Kosugi                                   | Antoine Nouel                                   | Jordi Salas                                     | Dario Oppido                                    |
| Shadow the Hedgehog                             | Klaus Lochthove                                 | Kirk Thornton                                   | Kōji Yusa                                       | Benoît DuPac                                    | Manuel Gimeno                                   | Claudio Moneta                                  |
| Cliff                                           | Klaus Lochthove                                 | Kirk Thornton                                   | Fumihiko Tachiki                                | Antoine Nouel                                   | Dani Albiac                                     | Claudio Moneta                                  |
| MAIA                                            | Nicole Hannak                                   | Cindy Robinson                                  | Mayumi Yanagisawa                               | Marie-Eugénie Maréchal                          | Carmen Ambrós                                   | Benedetta Ponticelli                            |
| Sticks the Badger                               | Nicole Hannak                                   | Nika Futterman                                  | Aoi Yūki                                        | Claire Morin                                    | Carmen Ambrós                                   | Benedetta Ponticelli                            |

## Entwicklung
Im Oktober 2011 begann unter dem Projektnamen Project Apollo für Big Red Button die Entwicklung an diesem Spiel, welches zunächst den Namen Sonic Origins trug und eine Vorgeschichte zwischen Sonic und Dr. Eggman erzählen sollte, was jedoch auf Bitten des Sonic Team-Directors Takashi Iizuka verworfen wurde, da er diese Vorgeschichte selbst eines Tages in einem eigenen Spiel erzählen möchte. Fortan trug das Spiel den Namen Sonic Synergy und legte den Fokus der Handlungserzählung auf die Vorfahren des Bösewichts Lyric, was bis zum finalen Produkt erneut verworfen wurde. Noch bevor das Spiel im Jahre 2014 erstmals öffentlich angekündigt wurde, zeigte das Entwicklerstudio Big Red Button auf der Game Developers Conference im März 2013 erstmals Szenen des Spiels, ohne dabei einen Bezug zum Sonic-Franchise zu verraten. Dies wurde erst ersichtlich, als die gezeigten Orte und Landschaften des Videos später in Sonic Boom: Lyrics Aufstieg enthalten waren.
Wie in der Nintendo-Direct-Ausgabe am 17. Mai 2013 bekanntgegeben wurde, einigten sich Nintendo und Sega auf eine Zusammenarbeit, die zur Folge hatte, dass die nächsten drei Sonic-Spiele exklusiv für Nintendo-Konsolen erscheinen sollten. Damit waren neben Sonic Lost World, welches damals von Satoru Iwata erstmals öffentlich benannt und angekündigt wurde, auch Mario & Sonic bei den Olympischen Winterspielen Sotschi 2014 und das noch unangekündigte Sonic Boom: Lyrics Aufstieg gemeint. Am 2. Oktober 2013 wurde das Sonic-Boom-Franchise erstmals öffentlich mitsamt TV-Serie angekündigt, erste Spielszenen waren jedoch erst im Ankündigungstrailer vom 6. Februar 2014 zu sehen.
Der Director des Spiels, Bob Rafei, hatte zuvor bereits an Crash-Bandicoot- und Jak-and-Daxter-Spielen mitgearbeitet und wollte die Sonic-Charaktere in eine ähnliche Richtung führen. Der hauptverantwortliche, britische Komponist Richard Jacques hatte zuvor bereits an anderen Sonic-Spielen mitgewirkt. Die mehrfache Neuausrichtung und zahlreichen Veränderungen in der Story macht sich im Endprodukt mit der wirren und unstrukturierten Erzählung bemerkbar. Da Sega auf eine Veröffentlichung des Spiels Ende 2014 drängte, damit dieses zusammen mit der TV-Serie veröffentlicht werden könne, wurde das Spiel weitestgehend unfertig auf im November 2014 in den USA und Europa auf den Markt gebracht. Dabei sind manche Level fertiger als andere. Einer der geplanten, größeren Orte im Spiel, das Dorf, ist zwar vorhanden und muss durchlaufen werden, ist jedoch komplett leer und leblos, da noch keine NPCs oder irgendeine Interaktion mit diesem größeren Ort entwickelt wurden. Nachdem Japan eine Veröffentlichung des Spiels zunächst ablehnte, wurde es im Dezember 2014 dann doch unter dem Namen Sonic Toon: Ancient Treasure in Japan veröffentlicht.

## Rezeption
Sonic Boom: Lyrics Aufstieg wurde von der Fachpresse sehr negativ aufgenommen. Schon eine erste, spielbare Demo-Version auf der Electronic Entertainment Expo 2014 wurde zerrissen, so gab GameCentral an, das Spiel sei "so unglaublich schlecht, dass wir uns nicht dazu zwingen konnten, überhaupt die Demo komplett durchzuspielen".

„Ich habe Lyrics Aufstieg trotz übler Optik und grottiger Highspeed-Passagen durchgespielt. Manchmal hatte ich sogar Spaß dabei – immerhin sorgt der Charakter-Wechsel für Abwechslung. Dass wir dem Mehrspieler-Modus einen Punkt mehr geben, liegt nicht an den üblen Versus-Disziplinen, sondern daran, dass Ihr die Story kooperativ angehen könnt. Getreu dem Motto „Geteiltes Leid ist halbes Leid“ kann man zu zweit besser über Bugs oder die Wegführung in der Oberwelt lachen.“

„Immer wieder fragte ich mich, ob das alles ein Scherz sein soll. Eine gute Nachricht gibt es aber: Sonic Boom: Lyrics Aufstieg ist besser als der Sonic-Titel, der 2006 für PlayStation 3 und Xbox 360 veröffentlicht wurde. Ist doch etwas positives, oder nicht? Ich muss allerdings zugeben, dass ich während meiner Test-Session zwiegespalten war. An sich ist das Spiel für Sonic-Fans und Geschwindigkeitsfanatiker nicht geeignet, sie sollten lieber die Finger davon lassen. Nichtsdestotrotz könnte ich mir vorstellen, dass Kinder, also eine anspruchslose Zielgruppe, durchaus Spaß mit dem Spiel haben könnten. Gerade die Tipps bzw. Rätsel-Lösungs-Vorgaben dürften vom jungen Publikum geschätzt werden. Auch der Humor richtet sich mehr an die Kinder. In kurzen Momenten hatte selbst mir die Wii U-Version von Sonic Boom Spaß gemacht. Das war dann, wenn festzustellen war, dass die Entwickler gut gemeinte Ansätze im Hinterkopf gehabt haben müssen. Aber eine Bitte an SEGA: Lasst es doch mal Nintendo versuchen, einen Sonic-Titel zu entwickeln! Das wäre äußerst interessant und ein großartiger Deal.“

Auffällig war, dass sich Sega weigerte, den Medien in Form von Fachpresse und Videospielmagazinen Review-Muster des Spiels vor der Veröffentlichung zur Verfügung zu stellen. So konnte die Fachpresse das Spiel erst nach der Veröffentlichung regulär im Laden erwerben, um anschließend Artikel darüber zu schreiben. Die Durchschnittswertung bei Metacritic liegt bei 32 von 100 Punkten, wo es bei 13.141 bewerteten Spielen von nur 94 untertroffen wird.
Auch kommerziell war Sonic Boom: Lyrics Aufstieg ein Misserfolg. Bis zum 31. März 2015 wurde das Spiel laut Sega insgesamt 620.000-mal verkauft.